# Obsidián

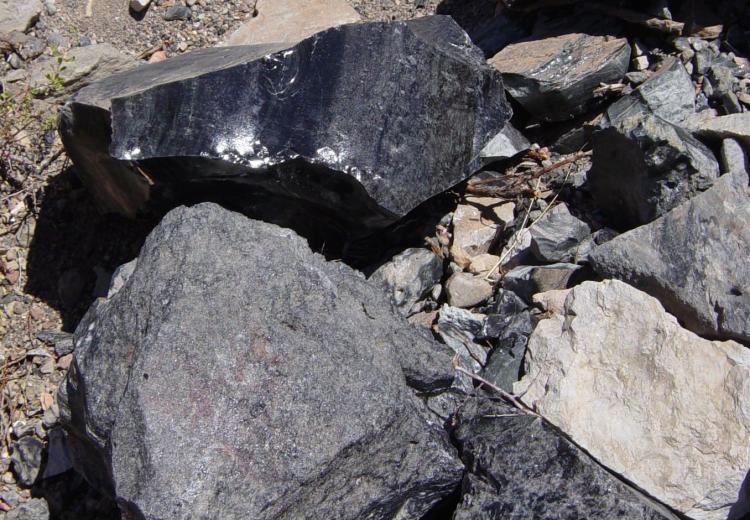
Obsidián (černý v horní části obrázku) volně ležící v přírodě

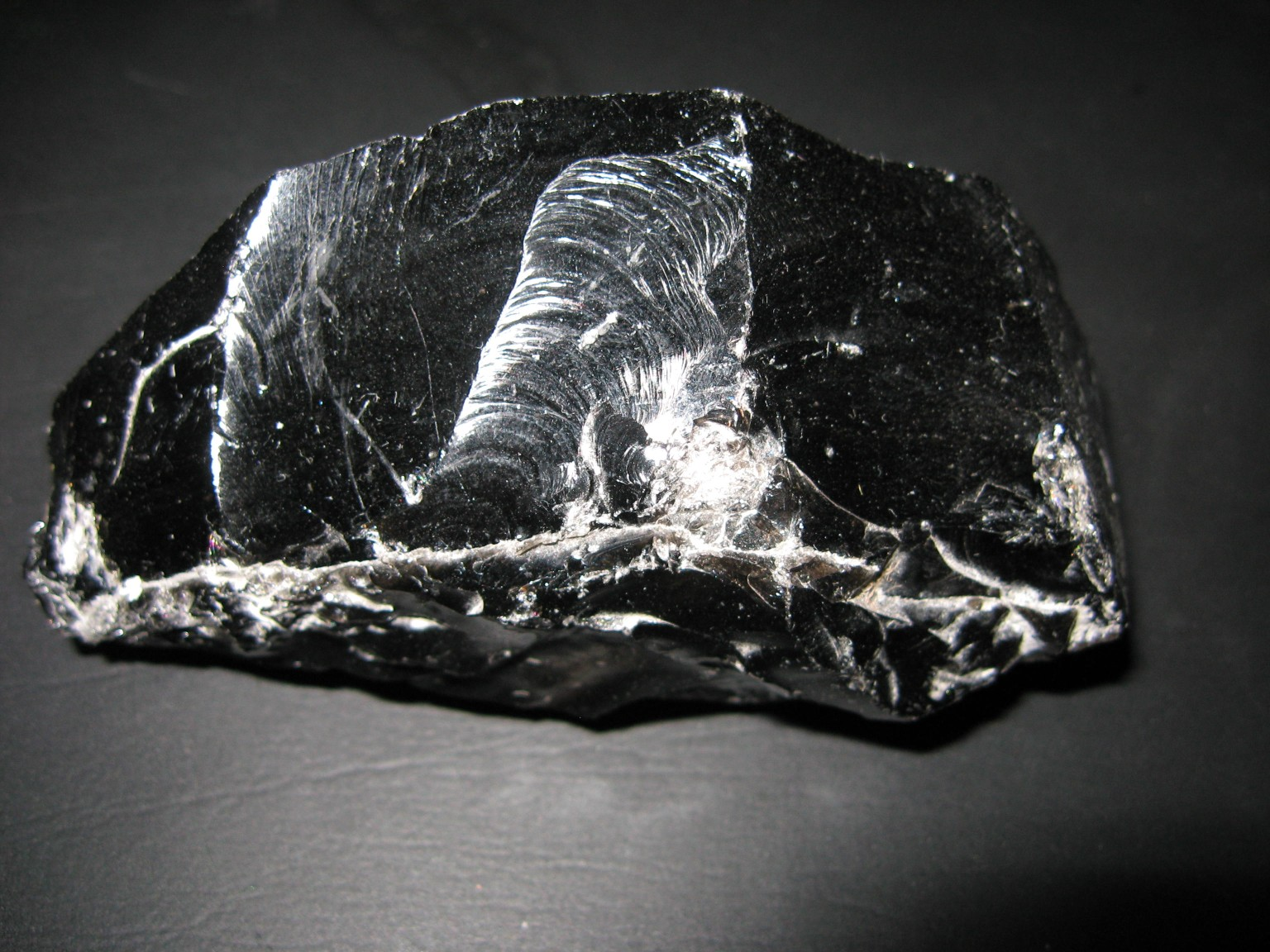
Detail na lasturnatý lom obsidiánu

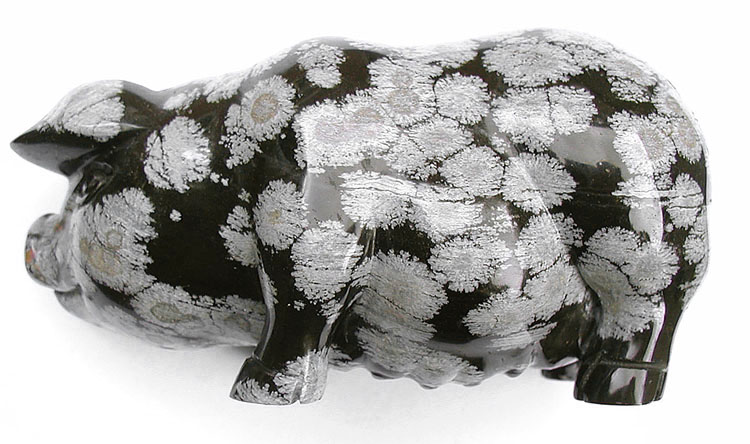
10 cm velké obsidiánové prasátko

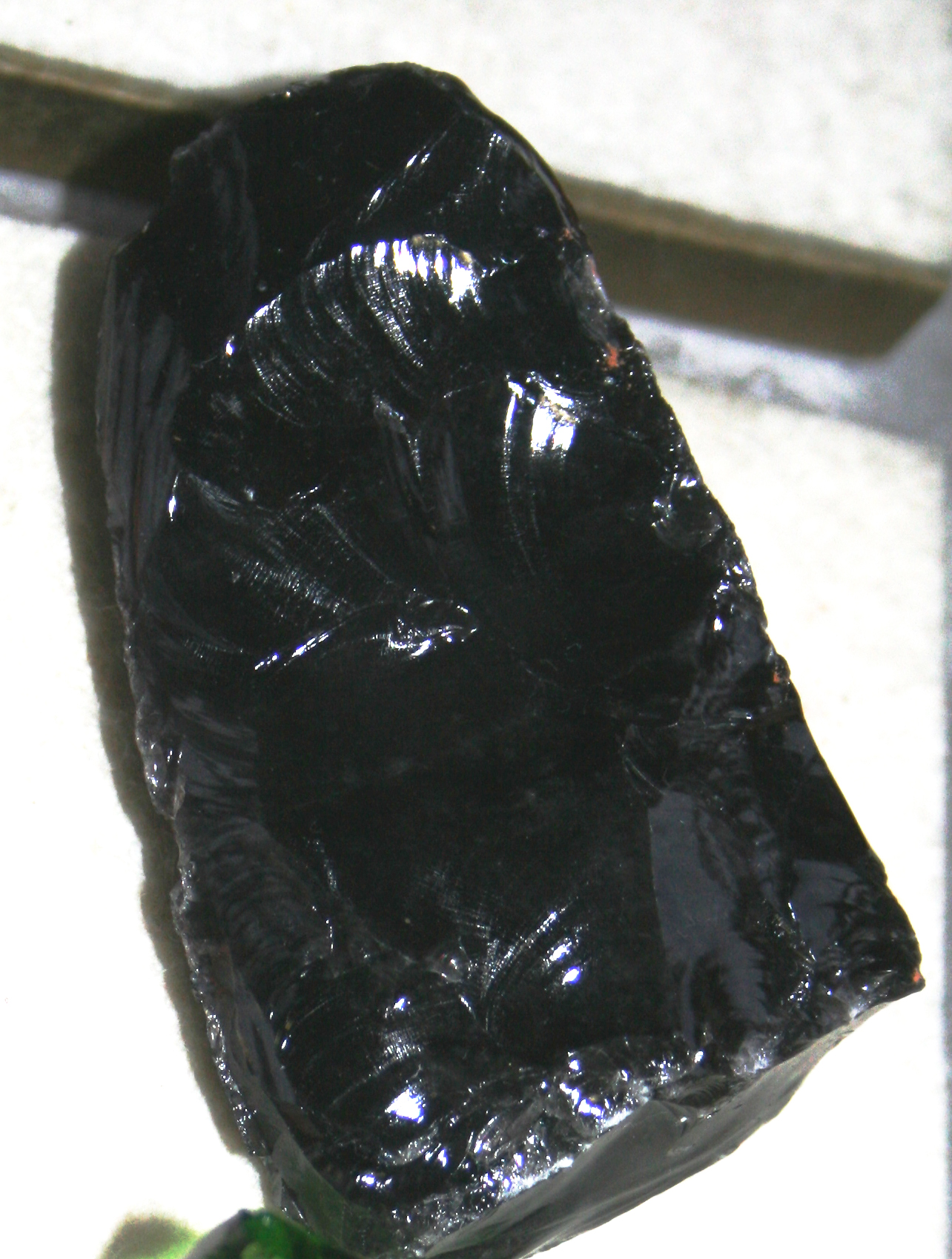
Obsidián ze sbírek Národního muzea v Praze

Obsidián je druh sopečného skla, horniny, která vzniká následkem magmatické činnosti, kdy dojde k rychlému kontaktu žhavé kyselé a viskózní lávy s chladným prostředím a následnému rychlému utuhnutí. Hornina je velmi bohatá na sloučeniny SiO2 a jedná se o přírodní formu skla. Někdy se pro klasifikování obsidiánu používá alternativní definice, která vychází z obsahu vody méně než 1 % své struktury.

## Vznik
Během sopečné aktivity se produkuje láva, která se pohybuje vlivem gravitace a působících tlaků. Během cesty se pozvolna ochlazuje vyzařováním tepla do atmosféry, což umožňuje krystalizaci. Může ale nastat případ, kdy se láva dostane do kontaktu s jiným prostředím jako například vodou. Obsidián vzniká na doteku lávy s vodním prostředím. Při doteku je láva zprudka ochlazována, což vede ke vzniku sklovité struktury, voda se vlivem ohřátí začíná odpařovat a na její místo se dostává nová nezahřátá, která opět ochlazuje další přívaly lávy.
Vyvřelá hornina má velmi jemnozrnnou strukturu zrna, což je dáno rychlým utuhnutím, během kterého nestačí vykrystalizovat krystaly do větších rozměrů viditelných pouhým okem. Ve vzácných případech se mohou v obsidiánu objevovat vyrostlice křemene a živce. Typickým poznávacím znakem je jeho ostrý lasturnatý lom, což mělo za následek, že byl využíván ve starší době kamenné k výrobě řezných nástrojů. Má typicky tmavou barvu v širokém spektru od černé, šedé, či červené. Je neprůsvitný a jeho omezení krystalů je alotriomorfní. S klesajícím obsahem oxidu železa roste jeho průzračnost.
Magma během svého pohybu uvolňuje sopečné plyny, které stoupají vzhůru k povrchu taveniny. Vlivem rychlého ochladnutí se stává, že bublinky plynu jsou zakonzervovány v obsidiánu umožňující studovat složení vulkanických plynů. Jejich přítomnost má za následek vznik stříbrného lesku.

## Vlastnosti
- tvrdost 5,5
- relativní křehkost
- barva: nejčastěji černá, dále hnědá, zelená, ostatní barvy mohou být též zastoupeny, ale jen vzácně
- jeho povrch lze snadno leštit nebo na něm provádět rytiny
- úlomky z větších kousků obsidiánu je možno odtesávat
- hrany úlomků vynikají vysokou ostrostí a odrazivostí světla

## Využití
Od paleolitu a neolitu se obsidián využíval na výrobu nástrojů, převážně škrabadel, hrotů oštěpů nebo nožů. Nejstarší archeologický nález dokládající využívání obsidiánu spadá do Mezopotámie před přibližně 9000 lety. V Jižní Americe byl využíván indiánskými kmeny jako ochrana před zlými silami, zachovaly se opracované předměty vyrobené z obsidiánu. Jsou mu přisuzovány do dneška magické vlastnosti nebo léčebné účinky, ale jejich výskyt nebyl nikdy vědecky prokázán. S rozvojem zpracování kovů začal obsidián ztrácet na důležitosti a začal se využívat jako dekorační či okrasný kámen do šperků.
V současnosti se využívá obsidián v kardiochirurgii pro ostří operačních nástrojů (skalpelů), jelikož je mnohem ostřejší než nejkvalitnější ocel, což umožňuje delší životnost nástrojů a provádění přesnějších řezů a zlepšuje následnou léčbu.
Podle některých pramenů jej Mayové využívali jako nástroj, kterým vykonávali smrt obětí probodnutím hrudního koše Mayskému bohu slunce. Dále byl v mezoamerických kulturách používán také Aztéky, kteří ostré obsidiánové úlomky zasazovali do svých dřevěných mečů.[zdroj?]

## Výskyt
Obsidián se vyskytuje na okrajích výlevných hornin a nebo jako součást výplně dutin. Mezi jeho největší naleziště patří oceánská kůra, která vzniká výlevnou činností magmatu na oceánském riftu. Okamžitě po výlevu je ochlazován vodou, což umožňuje vzniku sklovité struktury na jejím povrchu - obsidiánu. V mnoha zemích včetně USA je sběr obsidiánu v některých lokalitách zákonem zakázán.